# 久尔吉察·别多夫
久尔吉察·别多夫（1947年4月5日—），克罗地亚女子游泳运动员。她曾代表南斯拉夫参加1968年夏季奥林匹克运动会游泳比赛，获得一枚金牌和一枚银牌。